# Jaume Sabartés i Gual
Jaume Sabartés i Gual (Barcelona, 10 de juny de 1881 – París, 13 de febrer de 1968), fou un escultor i escriptor català, també conegut per ser amic íntim, secretari i principal biògraf de Picasso.

## Biografia
Jaume Sabartés va néixer a Barcelona el 10 de juny de 1881 al carrer Sant Pere més Baix, nº 84. Era fill de Francisco Sabartés i Obach, mestre d'ensenyament primari, procedent d'Oliana, i de Maria Gual i Oromí, de Barcelona.
Va estudiar a l'Escola de la Llotja en l'ambient del modernisme artístic i literari i va aprendre sota les ordres de Manel Fuxà. En aquella època va col·laborar amb la Revista Joventut, fent servir pseudònims com Jacobus Sabartés. Una de les seves primeres exposicions rellevants fou el 1901 a la Sala Parés, on va exposar-hi caps d'infant. Durant els seus anys de joventut a Barcelona va formar part del grup d'amics que, juntament amb Picasso, assistien assíduament als Quatre Gats mentre eren a Barcelona.
Amic de Mateu Fernández de Soto, fou ell qui l'introduí a Picasso el 1899 quan tots dos tenien just 18 anys. De Soto va portar a Sabartés al taller on Picasso treballava en aquell moment i que compartia amb Josep Cardona, al carrer d'Escudellers Blancs nº 1 de Barcelona, a prop de la Plaça Reial.
Durant l'època de joventut, Picasso va realitzar cinc retrats de Sabartés. El primer de tots, poc després de conèixer-se, va ser “Poeta decadente” (1900), obra que es pot veure al Museu Picasso de Barcelona. El 1901 Sabartés viatjà i s'instal·là a París seguint les passes de Picasso, qui durant la seva estada li pintà el Retrat blau de Jaume Sabartés.

## Estada a Guatemala
El 1904 va marxar a Quezaltenango, a Guatemala, on va publicar articles seus a diaris locals com el "Diario de los Altos" o "El Tecolote". Anys més tard, el 1920, es va traslladar a Ciutat de Guatemala, la capital. Allà va treballar a l'Aliança Francesa i fou el primer mestre de perspectiva i d'història de l'art de l'Escola Nacional de Belles Arts, mentres continuà col·laborant amb diaris locals, com el "Diario de Centro América". També va formar part de la vida intel·lectual de la capital, participant en tertúlies i establint amistat amb artistes com Carlos Valenti, Carlos Mérida, Humberto Garavito, Rafael Yela Günther i Rafael Arévalo Martínez, entre d'altres.
L'11 de gener de 1908 Jaume Sabartés es va casar amb Rosa Robles Corzo, amb qui va tenir un fill set anys després, Mario de Jesús Sabartés Robles. La família Sabartés Robles es va anar movent entre Nova York i Guatemala fins que el 1927 tota la família va creuar l'Atlàntic i s'establiren a Barcelona. Al cap de poc temps però, el matrimoni es va separar.
Posteriorment va traslladar-se a Montevideo on va treballar al diari El Día. És allà on el 1935 va rebre una carta de Picasso demanant-li que tornés al seu costat. Sabartés creuà definitivament l'Atlàntic i s'instal·là llavors a la casa de Picasso al carrer de la Boétie a París. Segons narra ell mateix:
“Des d'aquell dia, la meva vida resta en l'estela de la seva, sense que em pregunti quant durarà aquesta il·lusió, que ens hem proposat que sigui per sempre.” [Picasso, portraits et souvenirs]

## Retorn definitiu a Europa
Un cop a la capital francesa, Sabartés es va convertir en el secretari personal de Picasso, i un dels grans defensors de la seva obra, fet que el va portar a publicar una primera biografia seva el 1935, Picasso en su obra. Arran de la gran amistat que van mantenir, Picasso va realitzar nombrosos retrats seus al llarg de tota la seva vida. Va ser un dels impulsors de l'exposició que se li va dedicar a la Sala Esteva el 1936.
El novembre de 1946, pocs mesos després de la publicació Picasso, retratos y recuerdos, Picasso pintà el que fou l'últim retrat de Jaume Sabartés damunt justament de la portadella d'un exemplar del llibre.

## Fundació del Museu Picasso de Barcelona
Durant tota la seva vida Sabartés va anar col·leccionant obra de l'artista. Més endavant va donar tota aquesta col·lecció a l'Ajuntament de Barcelona, unes 600 obres, col·lecció que seria la base de l'actual Museu Picasso de la ciutat comtal, inaugurat el 1963 amb el nom de Col·lecció Sabartés. Anys abans, el 1953, també havia donat al Museu de Belles Arts de Màlaga la seva col·lecció bibliogràfica picassiana, d'aproximadament 400 referències.
La ciutat de Barcelona, en agraïment a la seva donació, va donar el nom de plaça Sabartés a una petita plaça entre el Carrer de Montcada i Flassaders, resultant de l'ampliació del Museu Picasso que va tenir lloc el 2010.

## Obra

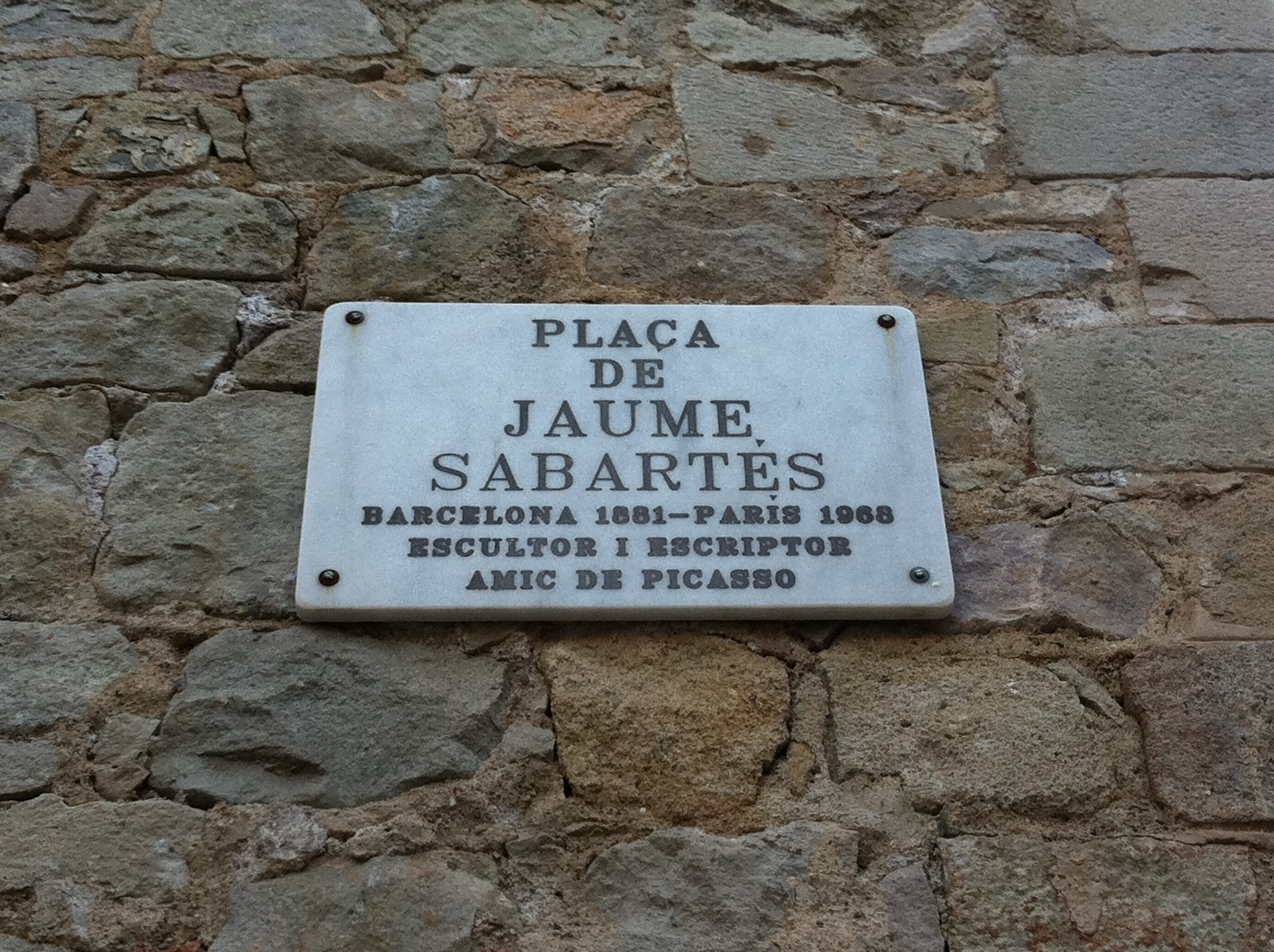
Placa de la Plaça Sabartés

A part de les biografies sobre Picasso, els seus treballs reflecteixen àmpliament la realitat de la Guatemala de principis de segle xx, tant en l'àmbit polític com social. Aquestes són algunes de les seves publicacions més conegudes:
- 1935- Picasso en su obra
- 1937- Picasso
- 1946- Picasso, portaits et souvenirs
- 1947- Don Julián
- 1949- Son Excellence